# Daniela Oteșanu
Daniela Oteșanu (n. 4 iunie 1963, Horezu, România) este un deputat român, ales în anul 2016. 